# Kapelanij van Onze-Lieve-Vrouw van het Heilig Hart

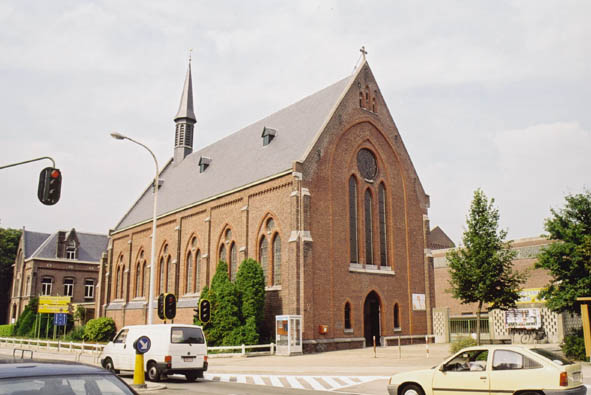
Kapelanij van Onze-Lieve-Vrouw van het Heilig Hart

De Kapelanij van Onze-Lieve-Vrouw van het Heilig Hart is een voormalige kloosterkapel in de tot de Vlaams-Brabantse gemeente Asse gelegen plaats Walfergem, gelegen aan het Stevensveld 1.

## Geschiedenis
De kerk was oorspronkelijk een kloosterkapel voor de Missionarissen van het Heilig Hart. Hij werd gebouwd in 1908-1909 in neogotische stijl. Vanaf 1956 was het een kapelanij van de Sint-Martinusparochie te Asse.

## Gebouw
Het betreft een bakstenen kapel op rechthoekige plattegrond onder zadeldak met boven het koor een achthoekig klokkentorentje. De kerk heeft glas-in-loodramen van 1937 en een orgel van 1931, gebouwd door Leon Daem-De Vis.